# Verde/È difficile
Verde/È difficile è un singolo di Guido De Angelis e Maurizio De Angelis, pubblicato con lo pseudonimo M. & G. Orchestra dalla RCA Italiana nel novembre 1974.

## Verde
Verde è un brano strumentale composto da Guido e Maurizio De Angelis. Il brano fu utilizzato come sigla iniziale della miniserie televisiva in tre puntate Quaranta giorni di libertà, trasmessa dal Programma Nazionale nel 1974, scritta da Luciano Codignola e diretto da Leandro Castellani che raccontava le vicende della Repubblica partigiana dell'Ossola, nel periodo settembre-ottobre 1944, durante la Seconda guerra mondiale. Il singolo toccò la decima posizione dei singoli più venduti nella settimana dell'otto marzo 1975, rimanendo in classifica fino al ventisei aprile dello stesso anno.

## È difficile
È difficile è la canzone pubblicata sul lato B del singolo, altro brano strumentale scritto dagli stessi autori, utilizzato come sigla finale della serie.

## Edizioni
Il singolo è stato pubblicato in Belgio, Portogallo e Spagna nel 1976, con il brano Tema d'amore sul lato b, colonna sonora del cult movie I corpi presentano tracce di violenza carnale, diretto da Sergio Martino nel 1973.